# Новожилкинское муниципальное образование
Новожилкинское муниципальное образование — муниципальное образование со статусом сельского поселения в 
Усольском районе Иркутской области России. Административный центр — Новожилкино.

## Демография
По результатам Всероссийской переписи населения 2010 года 
численность населения муниципального образования составила 2357 человек, в том числе 1118 мужчин и 1239 женщин.

## Населённые пункты
В состав муниципального образования входят населённые пункты
- Новожилкино
- Ключевая
- Култук[3]